# Белогостицы
Белогости́цы — село в Ростовском районе Ярославской области России.
В рамках организации местного самоуправления входит в сельское поселение Семибратово, в рамках административно-территориального устройства — в Сулостский сельский округ.

## География
Расположено в 3 км к северо-востоку от Ростова и в 46 км к юго-западу от Ярославля. Находится в 1 км от федеральной автотрассы М8 «Холмогоры» (европейский маршрут E 115), в 2 км от ближайшей железнодорожной станции 231 км.

## Население
| 1859 | 1914 | 2007 | 2010 |
| ---- | ---- | ---- | ---- |
| 180  | ↗230 | ↗900 | ↘828 |

Согласно результатам переписи 2002 года, в национальной структуре населения русские составляли 95 % от всех жителей.

## История
В 1898—1901 гг. в селе по разным оценкам насчитывалось от 39 до 43 дворов.

## Достопримечательности
- Георгиевский Белогостицкий монастырь (восстанавливается)
- Памятник участникам Великой Отечественной войны

## Инфраструктура
- Отделение почты
- Дом культуры
- Супермаркет Пятёрочка
- Различные частные магазины
- Детский сад
- Школа